# Lilly Tschörtner
Lilly Marie Tschörtner (* 23. April 1980 in Potsdam) ist eine deutsche Schauspielerin.

## Leben
Lilly Marie Tschörtner, Tochter der Dokumentarfilmerin Petra Tschörtner (1958–2012), wuchs in Ost-Berlin auf und hatte bereits im Alter von 13 Jahren erste kleinere Rollen am Berliner Ensemble (Der Brotladen, Ich bin das Volk und Die Geisel). Mit 15 Jahren folgten weitere Rollen in Film und Fernsehen, darunter in Hans-Christian Schmids Kinofilm 23 – Nichts ist so wie es scheint.
Von 2000 bis 2004 absolvierte sie ihr Schauspielstudium an der Münchner Otto-Falckenberg-Schule. Danach arbeitete sie als Gast am Schauspielhaus Bochum und am Nationaltheater Mannheim.
Von 2005 bis 2006 war sie am Theater Basel engagiert. Dort spielte sie in Grillparzers Das goldene Vlies (Regie: Lars-Ole Walburg) und den Drei Schwestern von Tschechow (Regie: Matthias Günther).
Von Beginn der Theaterspielzeit 2006/2007 bis 2008/2009 war Lilly Marie Tschörtner festes Ensemblemitglied am Staatstheater Stuttgart. Seit der Spielzeit 2009/2010 ist sie u. a. Gast an der Schaubühne am Lehniner Platz Berlin und dem Staatstheater Stuttgart.

## Theater (Auswahl)
- 1993: Der Brotladen (Berliner Ensemble), Rolle: Frau Franzke, Regie: Thomas Heise
- 1994: Ich bin das Volk (Berliner Ensemble), Rolle: Disneyland, Regie: Stephan Suschke
- 1995: Die Geisel (Berliner Ensemble), Rolle: Teresa, Regie: Ulrike Maack und Elisabeth Gabriel
- 2002: Zeit zu lieben, Zeit zu sterben (Otto-Falckenberg-Schule), Rolle: Eva, Regie: Peter Kastenmüller
- 2004: Der Hauptmann von Köpenick (Schauspielhaus Bochum), Rolle: Liesken, Regie: Matthias Hartmann
- 2004: Ascanio in Alba (Nationaltheater Mannheim), Rolle: Voyager 2, Regie: David Hermann
- 2005: Das goldene Vlies (Theater Basel), Rolle: Kreusa, Regie: Lars-Ole Walburg
- 2005: Die Dummheit (Theater Basel), Rolle: Schauspielerin 2, Regie: Rafael Sanchez
- 2005: Vier Bilder der Liebe (Theater Basel), Rolle: Susan, Regie: Isabel Dorn
- 2006: Die drei Schwestern (Theater Basel), Rolle: Natascha, Regie: Matthias Günther
- 2006: Blackbird (Theater Basel), Rolle: Una, Regie: Agnese Cornelio
- 2006: Die heilige Johanna der Schlachthöfe (Staatstheater Stuttgart), Rolle: Johanna Dark, Regie: Volker Lösch
- 2007: Liliom (Staatstheater Stuttgart), Rolle: Marie, Regie: Karin Henkel
- 2008: Vor der Sintflut (Staatstheater Stuttgart), Rolle: Junge Frau, Regie: Claudia Bauer
- 2008: Der Prinz von Dänemark (Staatstheater Stuttgart), Rolle: Ophelia, Regie: Christian Brey
- 2009: Wenn die Schauspieler mal einen freien Abend haben wollen, übernimmt Hedley Lamarr (Staatstheater Stuttgart), Regie: René Pollesch
- 2009: Trilogie des Wiedersehens (Staatstheater Stuttgart), Rolle: Johanna, Regie: Friederike Heller
- 2010: Drei Western (Staatstheater Stuttgart), Regie: René Pollesch
- 2012: Dancer in the dark (Staatstheater Stuttgart), Rolle: Linda, Regie: Christian Brey
- 2013: Die Revolver der Überschüsse (Staatstheater Stuttgart), Regie: René Pollesch

## Filmografie (Auswahl)
- 1995: Mutproben, Fernsehfilm, Regie: Kathrin Richter
- 1996: Niemand lacht rückwärts, Kurzfilm, Regie: Uli Gaulke
- 1998: 23 – Nichts ist so wie es scheint, Kinofilm, Regie: Hans-Christian Schmid
- 1998: Tatort: Blick in den Abgrund, Fernsehfilm, Regie: Jürgen Brauer
- 1998: Barfuß, Kurzfilm, Regie: Maria Speth
- 2000: Zutaten für Träume, Fernsehfilm, Regie: Gordian Maugg
- 2004: Königreich der Jugend, Kurzfilm, Regie: Andy Schmid
- 2005: Einsatz in Hamburg – Superzahl: Mord
- 2005: Rose, Fernsehfilm, Regie: Alain Gsponer
- 2009: Haus und Kind, Fernsehfilm, Regie: Andreas Kleinert
- 2009: Parkour, Fernsehfilm, Regie: Marc Rensing
- 2011: Schlicht und ergreifend, Kurzfilm, Regie: Karl Hagen-Stötzer
- 2011: Mit mir, Kurzfilm, HFF-Potsdam, Regie: Josephine Links
- 2012: Die Frau von früher, Kinofilm, Regie: Andreas Kleinert
- 2013: Alles über Dich, Kurzfilm, Regie: Robert Heber
- 2015: Sag mir nichts, Fernsehfilm, Regie: Andreas Kleinert
- 2017: Rakete Perelman, Kinofilm, Regie: Oliver Alaluukas
- 2018: In aller Freundschaft – Die jungen Ärzte, Fernsehserie, Regie: Micaela Zschieschow
- 2019: Der Boden unter den Füßen, Kinofilm, Regie: Marie Kreutzer
- 2022: Corsage, Kinofilm, Regie: Marie Kreutzer